# Parectopa bumeliella
Parectopa bumeliella là một loài bướm đêm thuộc họ Gracillariidae. Nó được tìm thấy ở Kentucky và Arkansas, U.S.A. Nó được miêu tả bởi A.F. Braun năm 1939.
Cây chủ của loài này gồm Sideroxylon lanuginosum và Sideroxylon lycioides. Chúng ăn lá nơi chúng làm tổ. 